# Rabsztyn (Mittlere Pieninen)
Der Rabsztyn (deutsch: Rabenstein) ist ein Berg in den polnischen Mittleren Pieninen, einem Gebirgszug der Pieninen, mit 691 Metern Höhe. Er liegt in den Czorsztyner Pieninen. Der Gipfel liegt ca. 250 Meter über dem Tal des Dunajec.

## Lage und Umgebung
Der Rabsztyn liegt im Hauptkamm der Pieninen. Südöstlich des Gipfels liegt der untere Dunajec-Durchbruch, nördlich liegt das Tal der Krośnica.

## Etymologie
Der Name Rabsztyn kommt von dem deutschen Namen Rabenstein und spielt auf die Felsen im Gipfelbereich an. In den Pieninen gibt es einen weiteren Gipfel, der Rabsztyn heißt und mit 847 Metern Höhe in den Kleinen Pieninen liegt.

## Tourismus
Der Rabsztyn liegt im Pieninen-Nationalpark. Er ist für Touristen nicht zugänglich, jedoch von Sromowce Niżne aus gut sichtbar.